# Рінкон-де-ла-Вікторія
Рінкон-де-ла-Вікторія (ісп. Rincón de la Victoria) — муніципалітет в Іспанії, у складі автономної спільноти Андалусія, у провінції Малага. Населення — 39 922 особи (2010).
Муніципалітет розташований на відстані близько 410 км на південь від Мадрида, 11 км на схід від Малаги.
На території муніципалітету розташовані такі населені пункти: (дані про населення за 2010 рік)
- Бенагальбон: 3035 осіб
- Ла-Кала-дель-Мораль: 12595 осіб
- Рінкон-де-ла-Вікторія: 16758 осіб
- Торре-де-Бенагальбон: 7534 особи

## Демографія
Динаміка населення (INE ):

## Галерея зображень

Розташування муніципалітету у провінції Малага
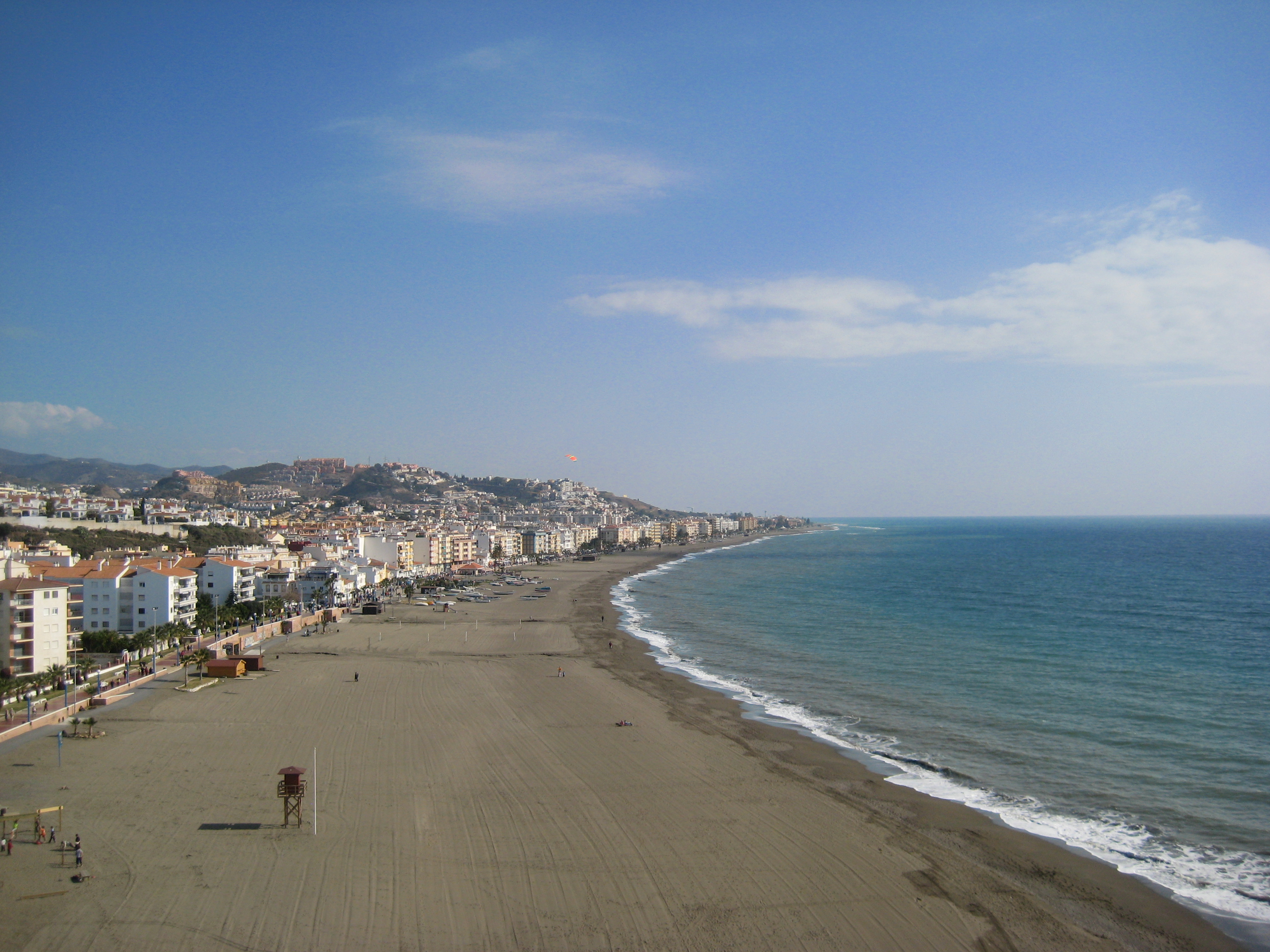
Пляж у Рінконі
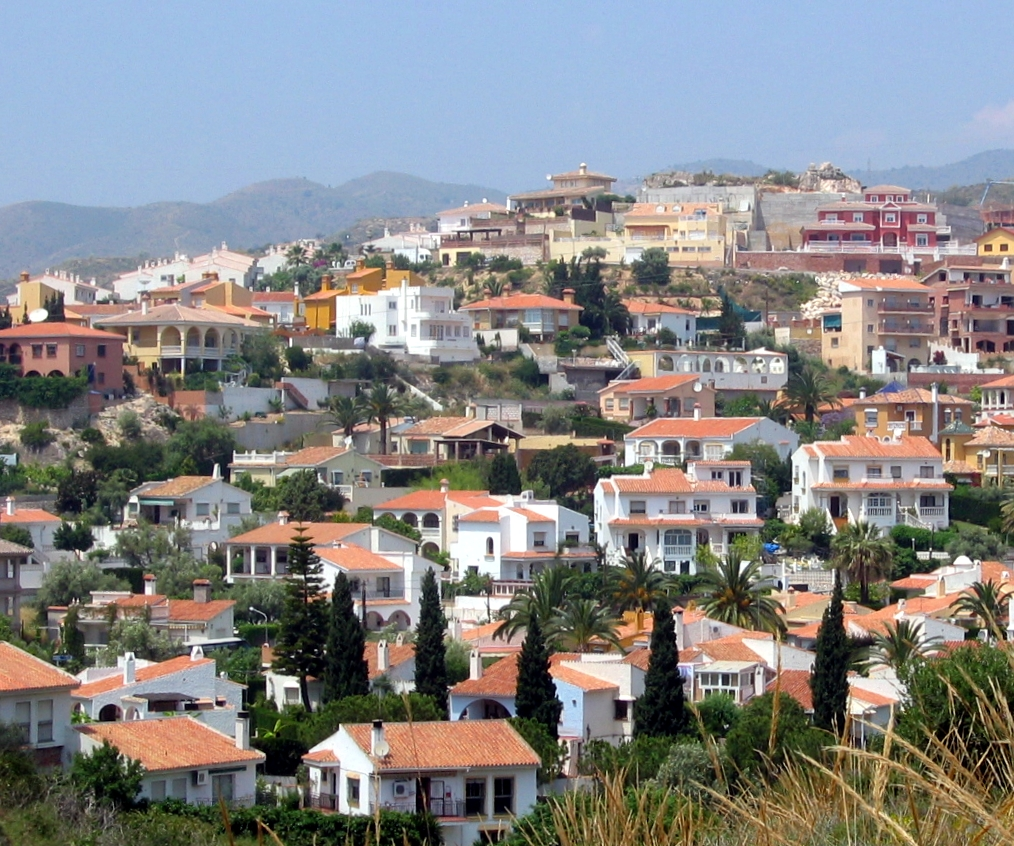
Приватні будинки
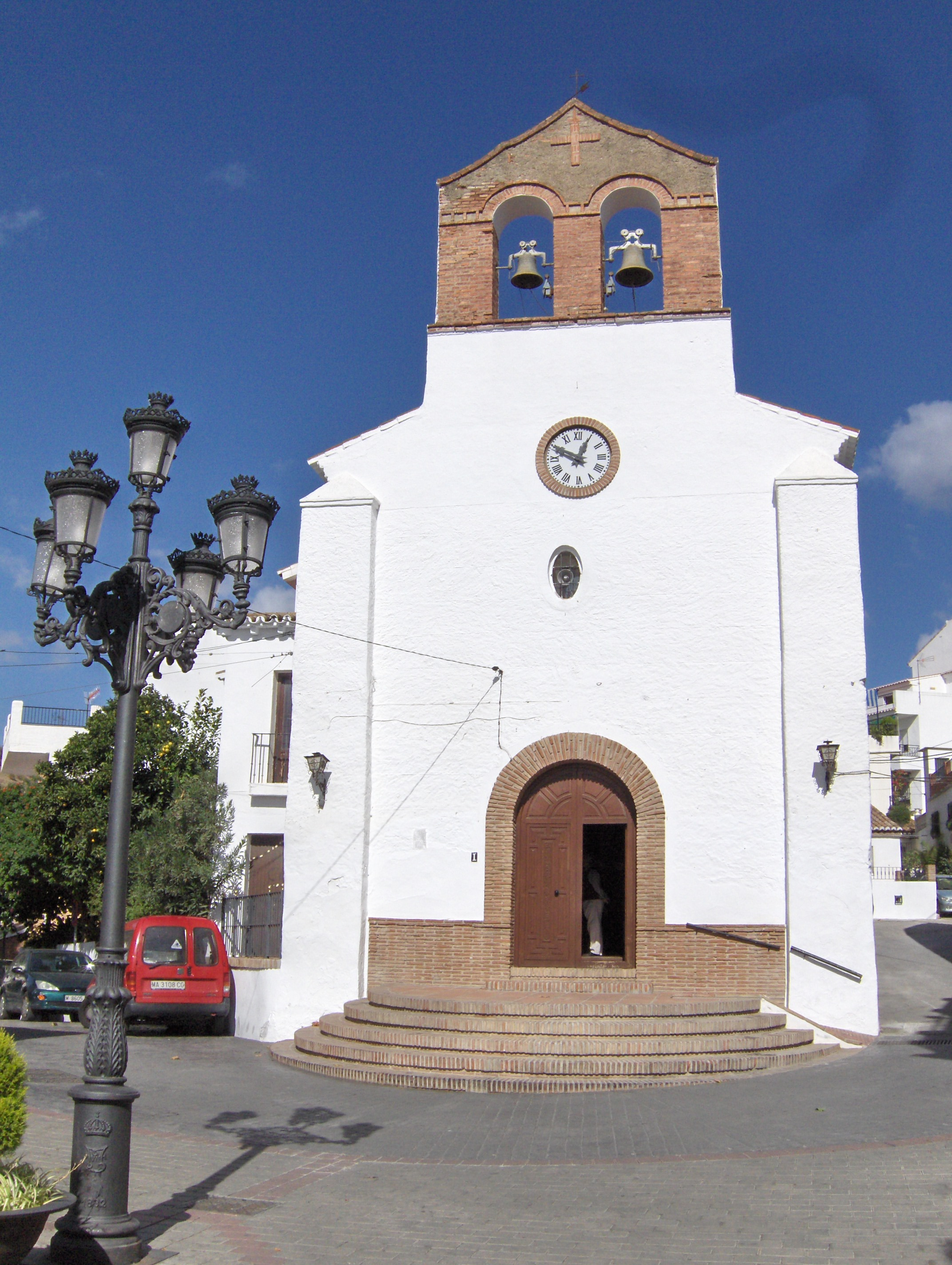
Церква Ла-Канделарія-де-Бенагальбон, XVI століття
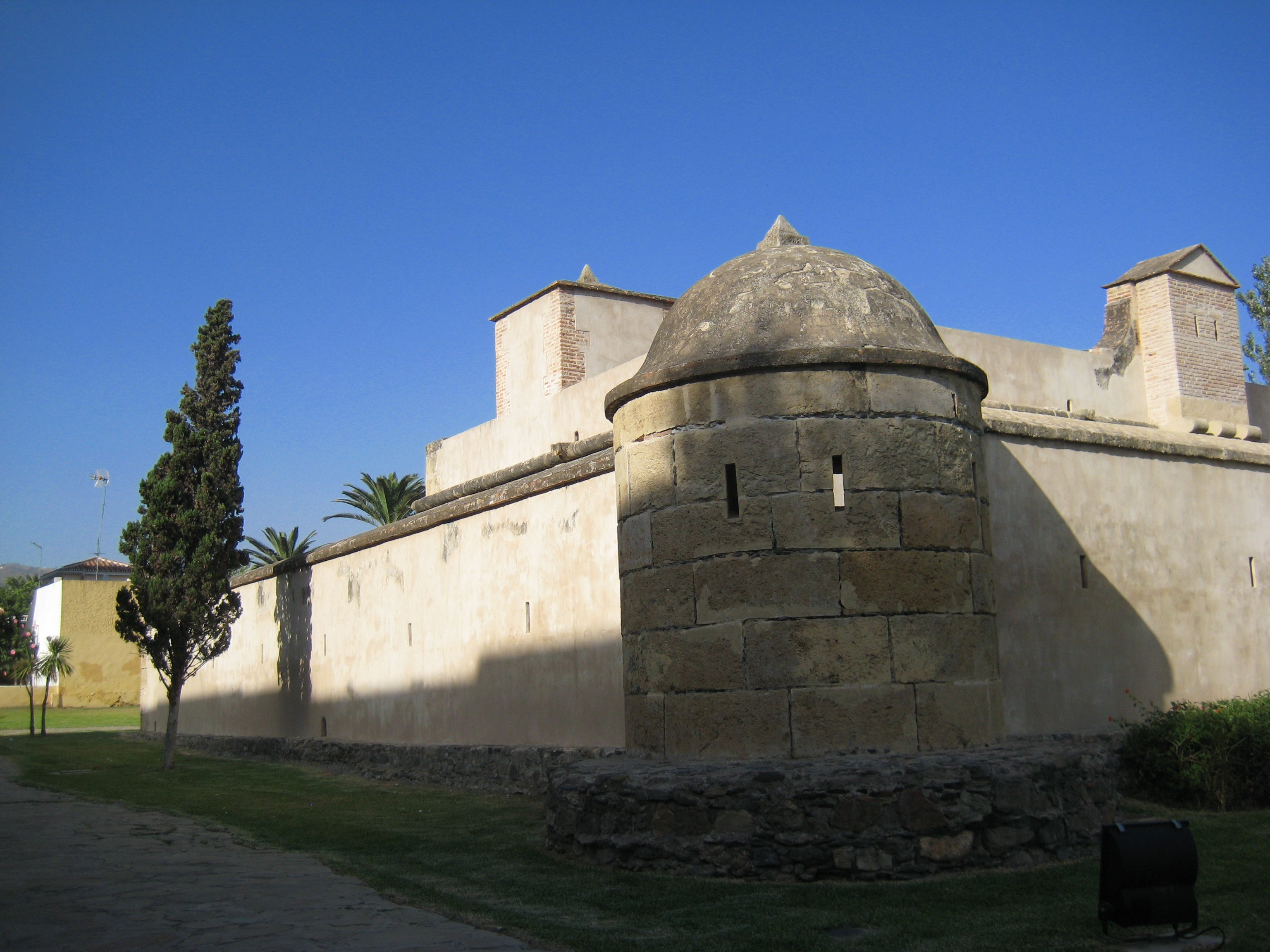
Замок Бесміліана
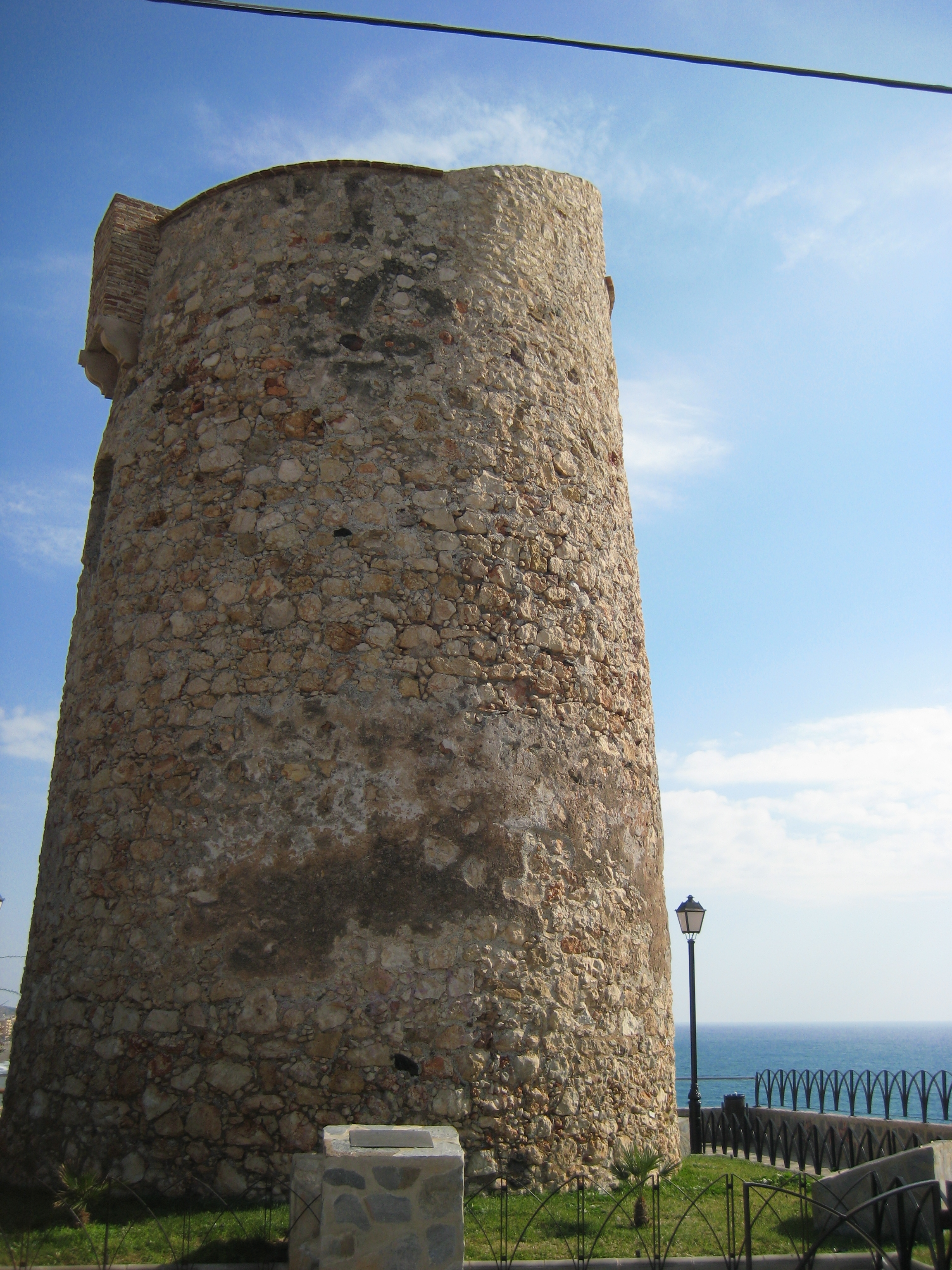
Вежа Ель-Канталь
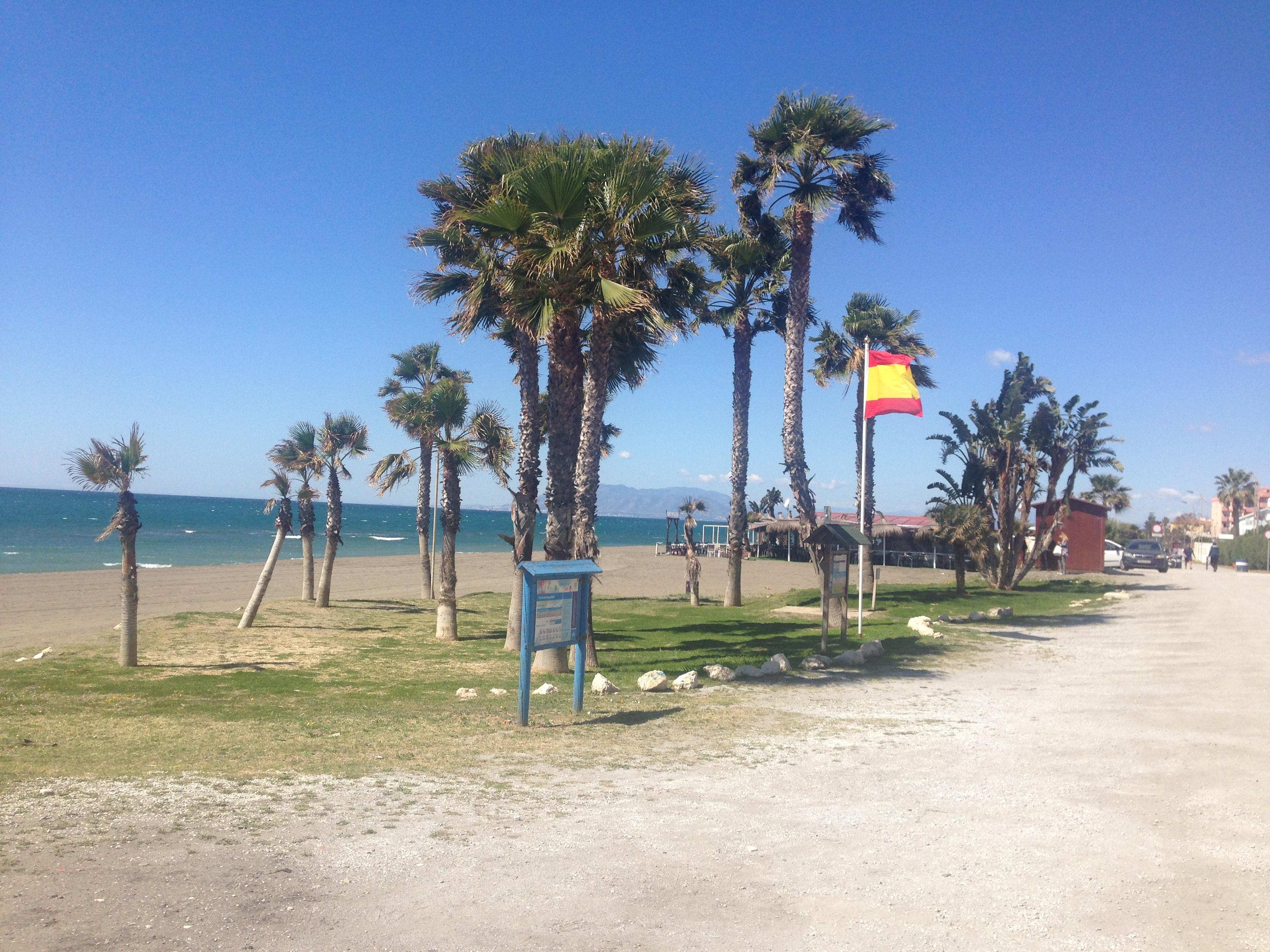
Пляж у Рінкон-де-ла Вікторія